# Нехаленния красивая
Нехаленния красивая (лат. Nehalennia speciosa) — вид равнокрылых стрекоз из семейства стрелок (Coenagrionidae). Единственный представитель американского рода Nehalennia в фауне Евразии.

## Описание

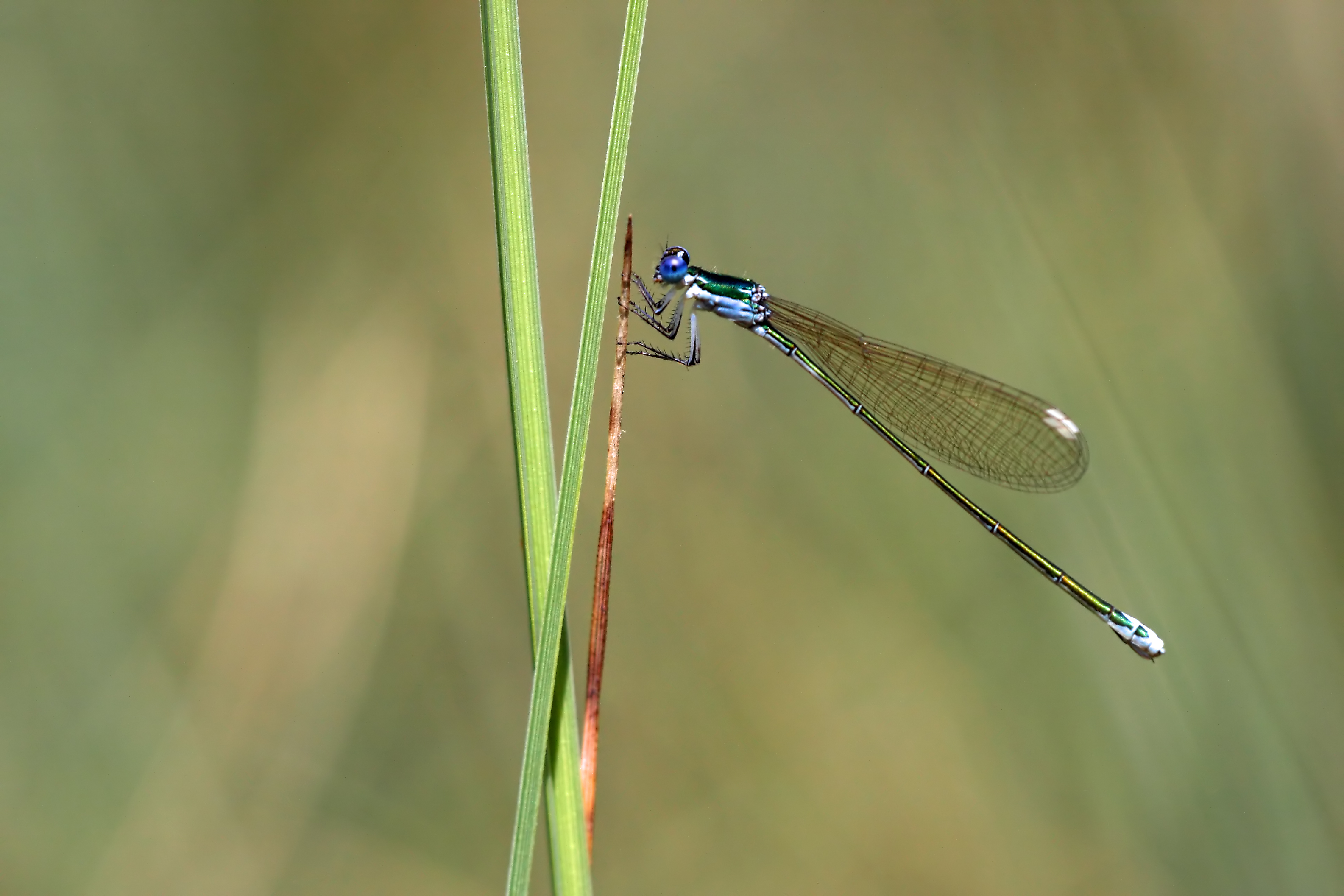
Самка

Длина 24—26 мм, брюшко 19—25 мм, заднее крыло 11—16 мм. Самая маленькая стрекоза стран СНГ. Брюшко тонкое, крылья короткие и широкие, прозрачные. Окраска самца металлически-зелёная с голубым. У самок известны две цветовые формы: одна повторяет окраску самца, вторая — бронзово-зелёная, а голубой цвет замещен на желтовато-зелёным или красновато-коричневый. Голова широкая. Лоб имеет острый поперечный край спереди от антенн, в профиль он выглядит заостренным. Затылок сверху темноокрашенный, с узкой светлой дуговидной поперечной полоской, обычно голубого цвета у представителей обоих полов, но иногда желтоватой у самок. Ноги чёрного цвета или тёмно-серого окраса. Грудь и брюшко на верхней стороне металлически блестящее, ярко-зелёного цвета. Птеростигма узкая, равна 1 ячейке. Крылья прозрачные, с очень редким жилкованием. В покое стрекоза держит крылья сложенными. Крылья в покое не заходят за пятый сегмент брюшка.

## Ареал
Трансевразиатский вид с разорванным ареалом. Встречается в Австрии, Чехии, Германии, Польше, Дании, Финляндии, Латвии, Эстонии, Литве, Беларуси, Украине, Крыму, Северной Корее, Японии. Считается вымершим на территории Бельгии, Франции, Нидерландах, Румынии, Словакии, Швейцарии; возможно, исчез в Италии и Швеции. В России известен в европейской части, на Урале, на юге Западной Сибири, в Хабаровском и Приморском крае.
На территории Украины зарегистрирован в Полесье, Западной Лесостепи, Прикарпатье, в Киевской, Черниговской областях. Отсутствует на юге степной зоны.

## Биология
Время лёта: начало июня — конец августа. Предпочитают болота или мелководные и заболоченные окраины озёр, поросшие средней густоты зарослями осоки. Стрекозы держатся в траве непосредственно у водоемов. Личинки встречаются в мелких болотистых водоемах с присутствием осоки.

## Охрана
Занесён в Красные книги Республики Алтай, Алтайского края, Новосибирской области, Тульской, Самарской, Ивановской, Калужской, Ленинградской областей, ХМАО-Югры. Занесён в Красную книгу МСОП с категорией «Near threatened» – 3.1.